# Hounds de Notre Dame
Les Hounds de Notre Dame sont une équipe de hockey sur glace de la Ligue de hockey junior de la Saskatchewan. L'équipe est basée à Wilcox dans la province de la Saskatchewan au Canada.

## Historique
L'équipe a débuté dans la SJHL en 1970.

## Palmarès
- Coupe Membercare : 1988.
- Coupe Anavet : 1988.
- Coupe de la Banque royale : 1988.